# Kloster Baindt

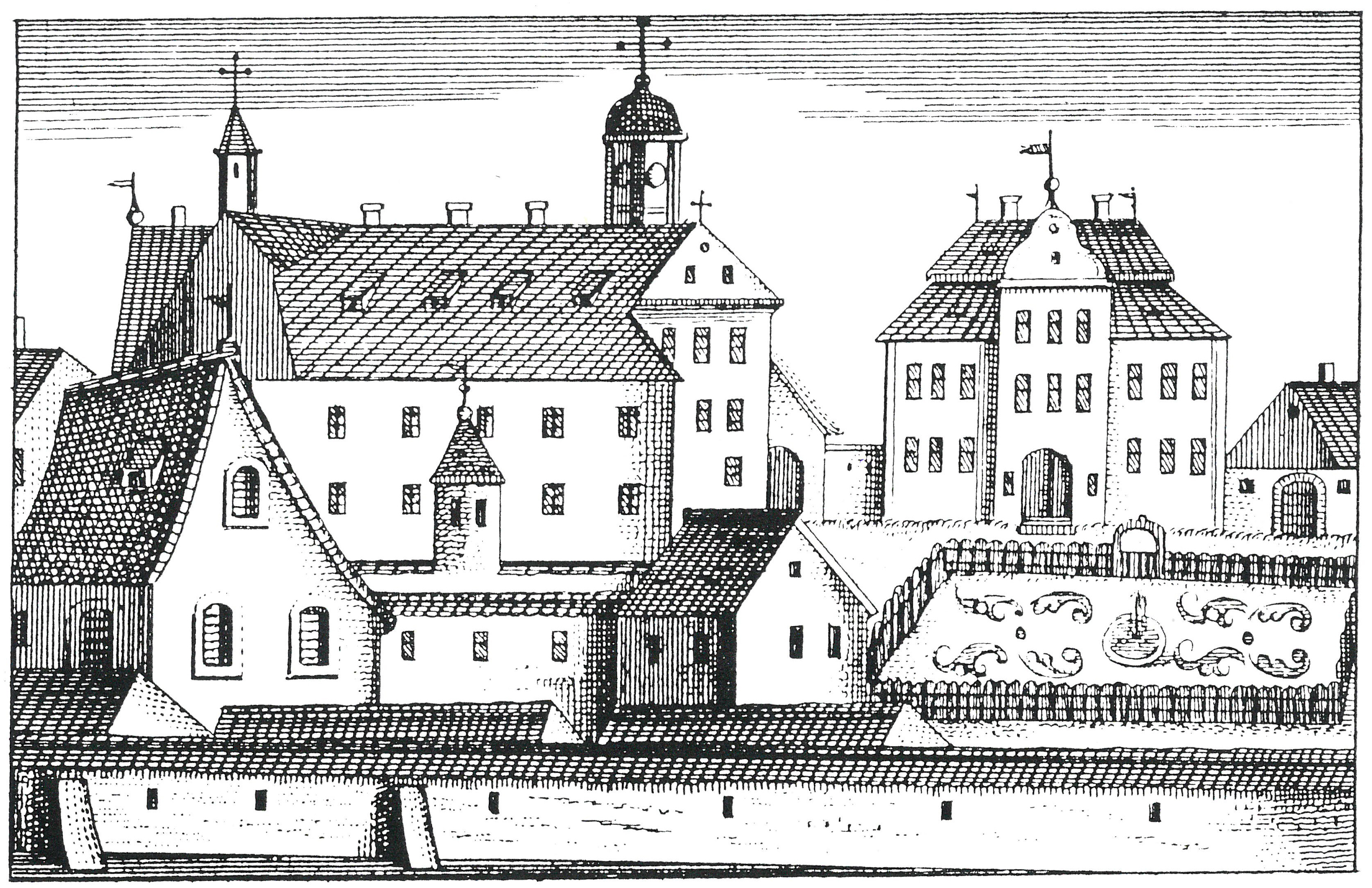
Die Reichsabtei Baindt im Jahr 1790 (Stich)

Das Kloster Baindt (lat. Monasterium Hortus Floridus oder Abbatia (imperialis) Bintensis o. ä.) ist eine ehemalige reichsunmittelbare Zisterzienserinnen-Abtei im oberschwäbischen Baindt in Baden-Württemberg.

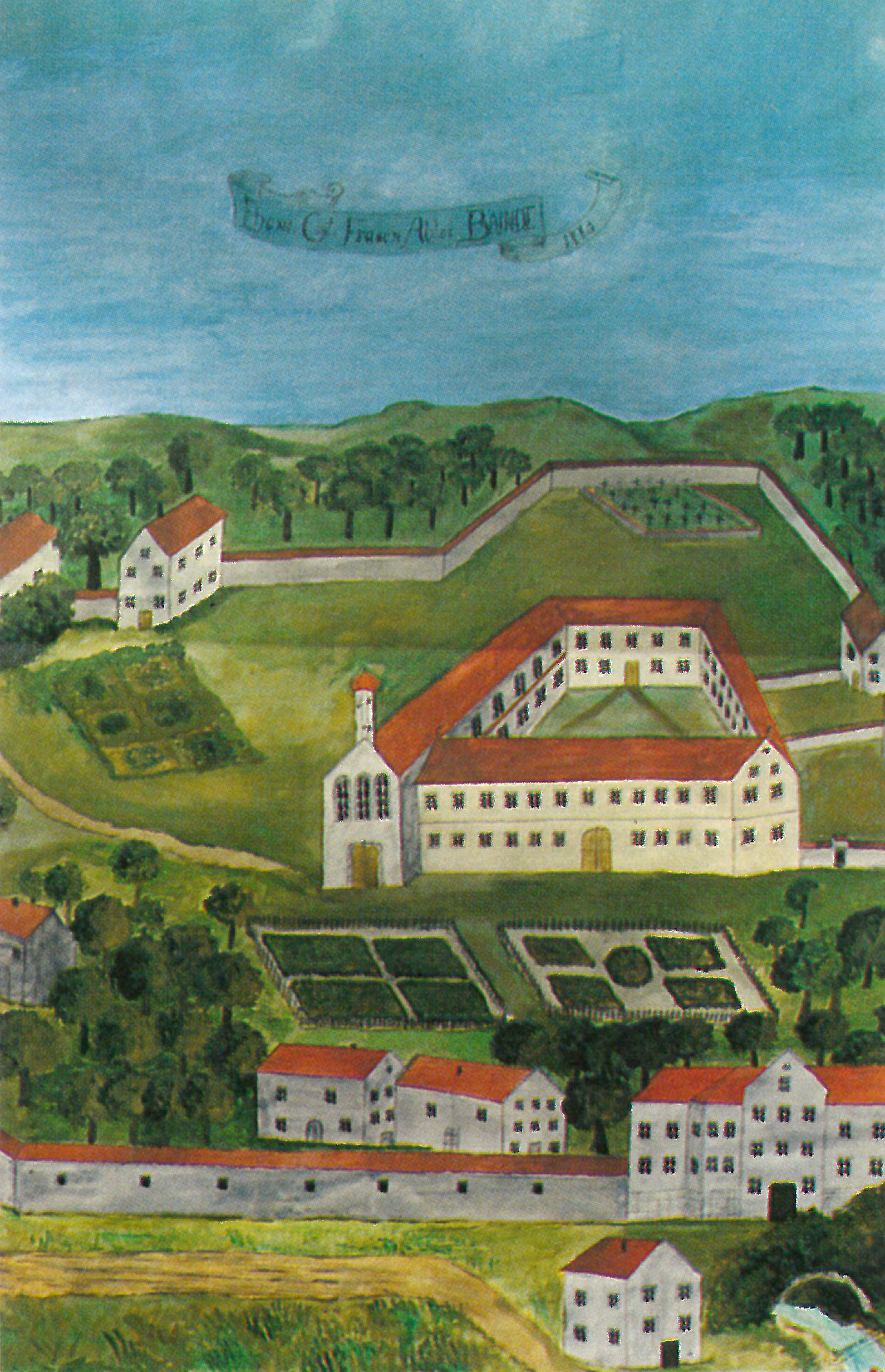
Die Reichsabtei Baindt 1773

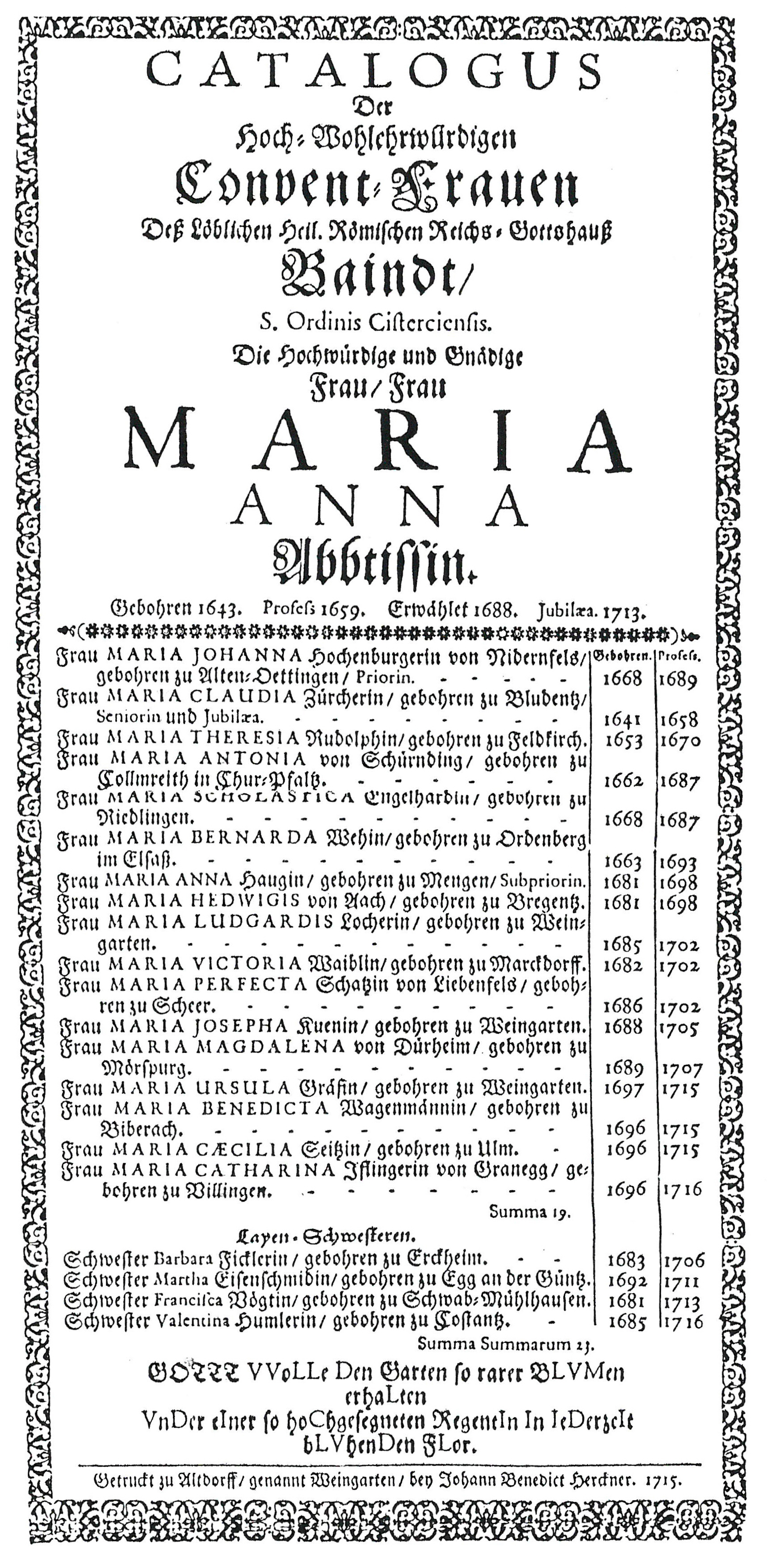
Catalogus (Konventsliste) anno 1715 unter Äbtissin Maria Anna IX. Tanner

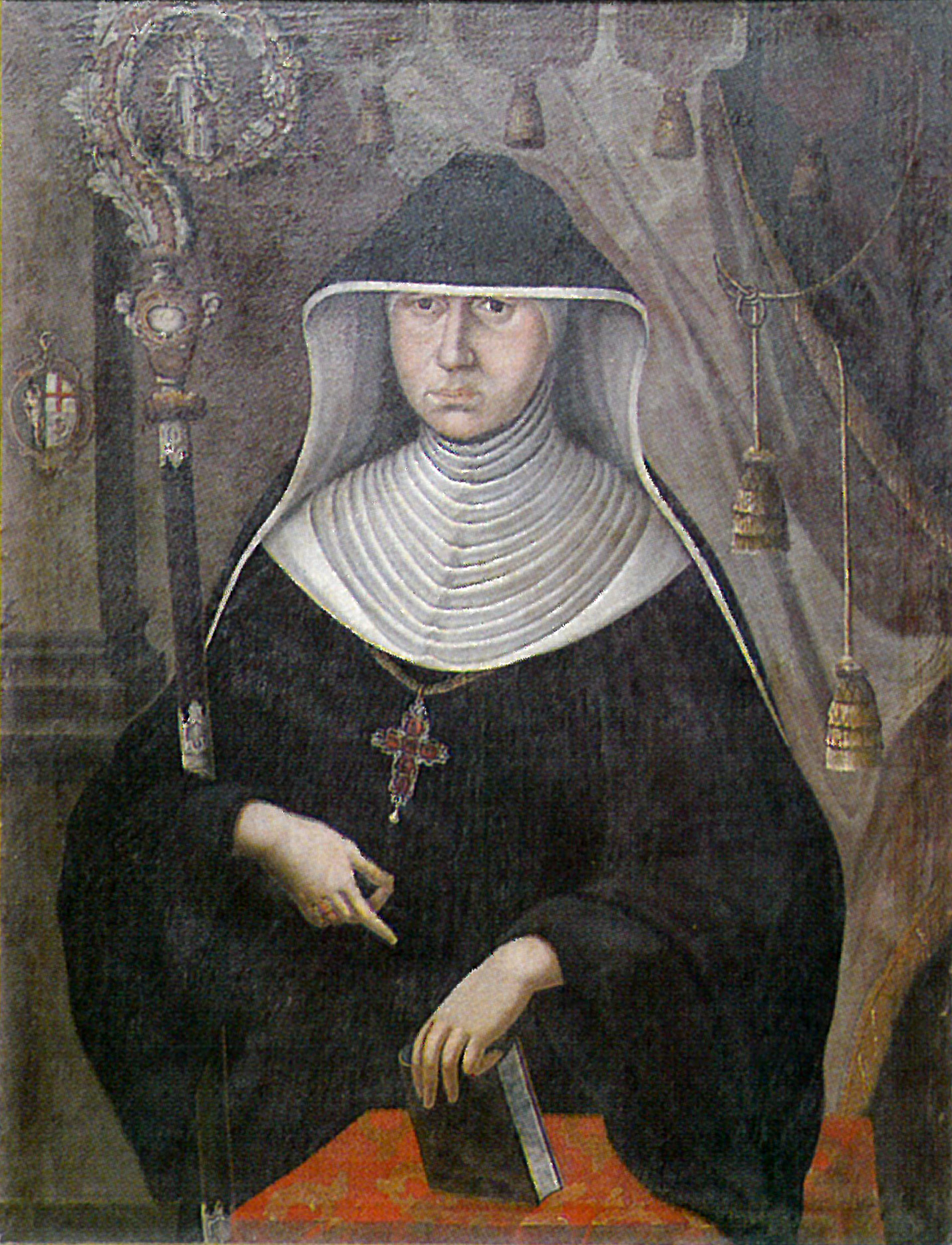
Äbtissin Maria Cäcilia Seiz

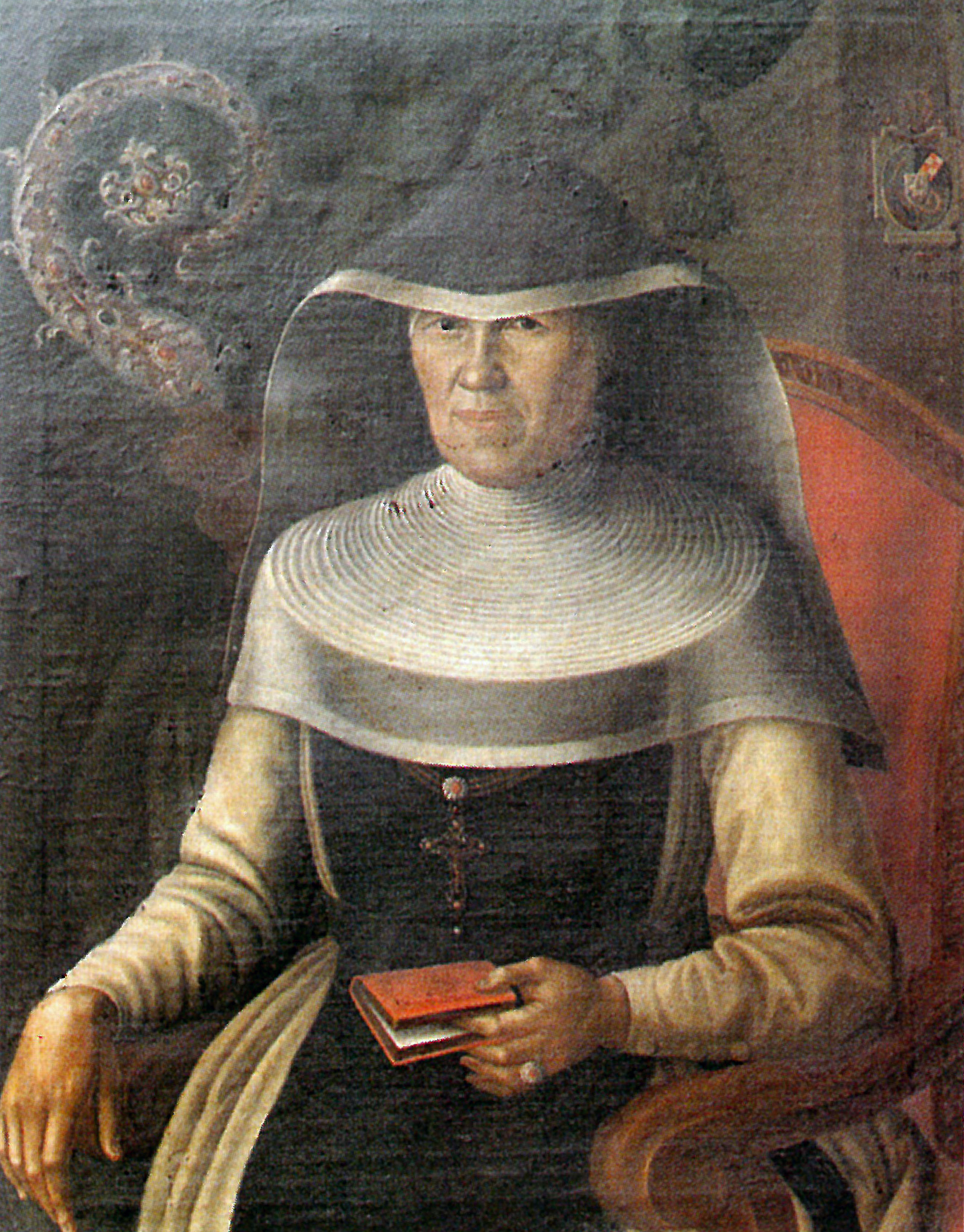
Äbtissin Maria Xaveria Lohmiller

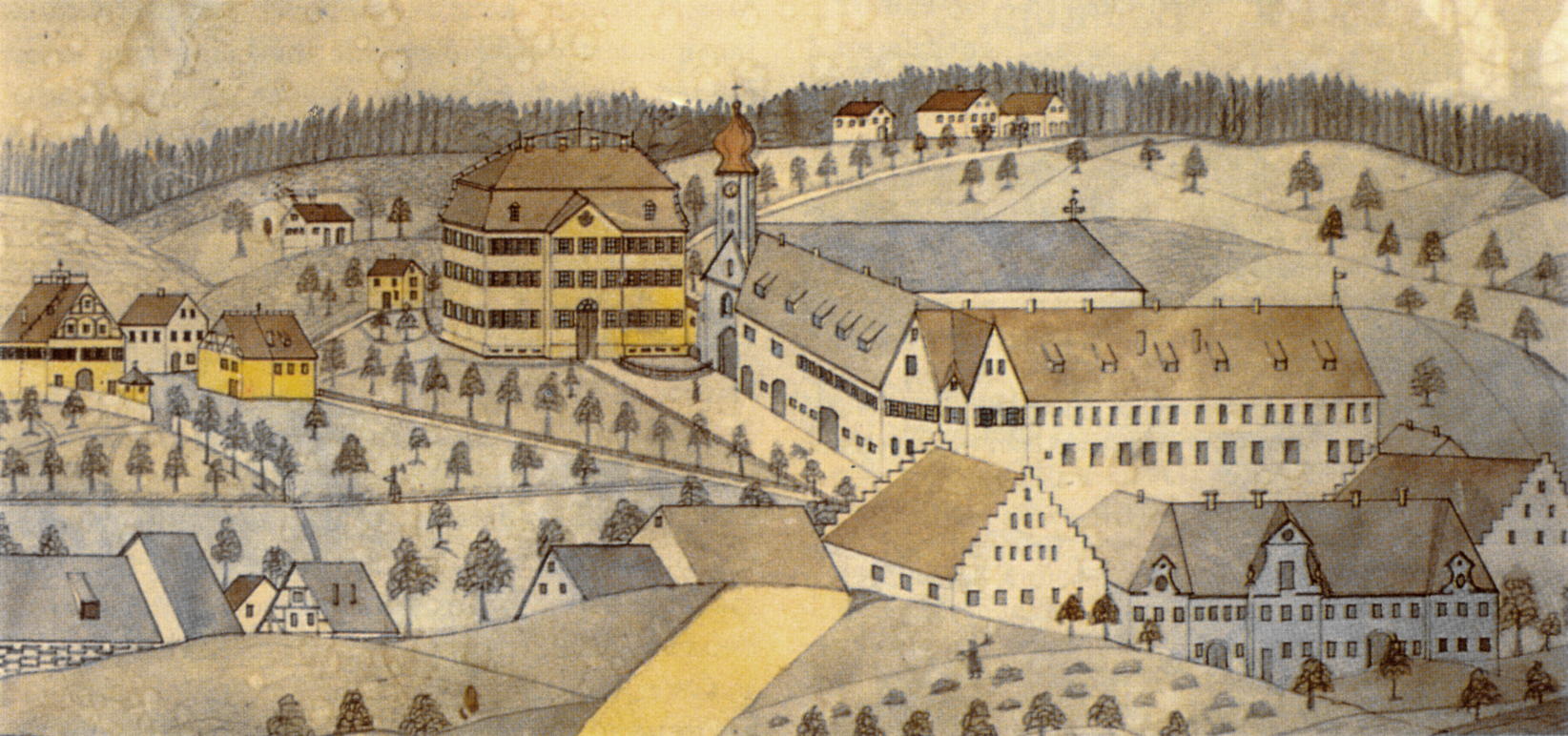
Kloster Baindt (Bild von 1889 nach älterer Vorlage)

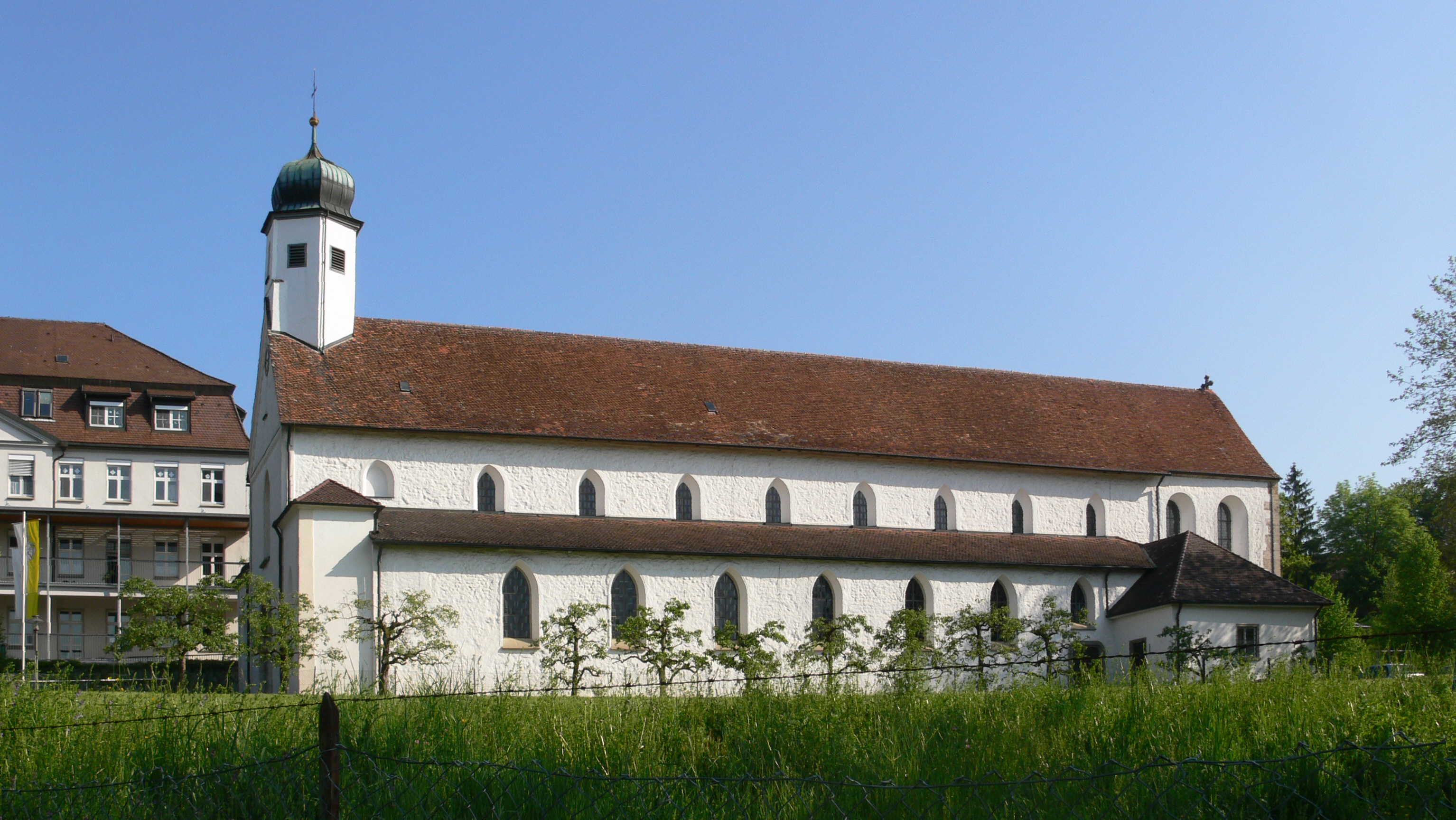
Ehemalige Abteikirche St. Johannes Baptist

## Geschichte
Im ersten Drittel des 13. Jahrhunderts sammelten sich an verschiedenen Orten des erweiterten Bodenseegebietes geistliche Frauengemeinschaften, so in Seefelden (1227), Mengen (1231) und dann bald noch 1231 in Boos bei Saulgau. Unterstützung bei ihrer Klostergründung erhielten die sich in Boos zusammenfindenden Frauen vom Salemer Zisterzienserabt Eberhard von Rohrdorf: Graf Gottfried von Sigmaringen bestätigte im Jahr 1231 den Kauf etlicher Güter der Klosterfrauen zu Boos von Albrecht von Büttelschieß. Wohl ebenfalls auf Abt Eberhards Betreiben bestätigte im Jahr 1236 Papst Gregor IX. die Gründung der jungen Gemeinschaft als Zisterzienserinnenkloster Boos. Wegen der geringen Akzeptanz des neuen Klosters beim örtlichen Adel erwarb der Reichsprokurator für Schwaben, Schenk Konrad von Winterstetten, von den Grafen Bertold und Konrad von Heiligenberg den Weiler Baindt mit dem Patronatsrecht der örtlichen Pfarrkirche als Platz für das wenige Jahre zuvor in Boos errichtete Zisterzienserinnenkloster. Noch im selben Jahr siedelte die zisterziensische Schwesterngemeinschaft nach Baindt in den „Hortus floridus“, den „blühenden Garten“ über. Kaiser Friedrich II. gewährte der Abtei noch 1240 und erneut 1241 den Schutz des Reiches. Hiermit war eine Entwicklung eröffnet, die für die Nonnenabtei Baindt anno 1376 im Status einer Reichsabtei mündete. In geistlichen Belangen fungierten die Äbte von Salem als Abtweiser. 1521 wird das Kloster Baindt erstmals in der Reichsmatrikel erwähnt, womit die Entwicklung zur reichsunmittelbaren Abtei mit späterem Sitz auf der Schwäbischen Prälatenbank des Reichstages abgeschlossen war. Dennoch konnte das Kloster kein nennenswertes Herrschaftsgebiet erwerben.
Im Bauernkrieg 1525 wurde das Kloster niedergebrannt. Auch nach der nochmaligen Zerstörung im Dreißigjährigen Krieg wurde 1649 das Ordensleben wieder aufgenommen. 1764 bis 1766 erfolgte die Barockisierung der Klosterkirche. 1802 wurde die Reichsabtei im Zuge der Säkularisation aufhoben und ging 1803 in den Besitz des Grafen von Aspremont-Lynden über.
Die Abteikirche Unserer Lieben Frau wurde 1817 Pfarrkirche. 1841 begann der Abbruch der Konventanlage, 1842 wurden die Gebeine der Klosterstifter in die Pfarrkirche übertragen. Bilder aus einem Zyklus der Wundertaten Christi des von einem unbekannten Meisters um 1460 gestalteten Baindter Altars finden sich heute in verschiedenen Museen, beispielsweise in der Staatsgalerie Stuttgart, in der Alten Pinakothek in München oder im Kunsthaus Zürich. 1903 kauften Heiligenbronner Franziskanerinnen das ehemalige Gästehaus des Klosters. 1988 bis 1989 wurde die ehemalige Abteikirche umfassend restauriert.

## Liste der Äbtissinnen
- vor 1232 Tudecka I.
- 1232–1244 Anna von Frankenhofen
- 1244–1275 Adelheid I. von Zusdorf
- 1275–1279 Tudecka II.
- 1279–1298 Guta I. von Gundelfingen
- 1298–1302 Berta Seuffl
- 1302–1304 Elisabeth I. Neyffron
- 1304–1307 Guta II.
- 1307–1310 Mathilda
- 1310–1312 Mecthilda
- 1313–1315 Anna II. von Königsegg
- 1315–1322 Engeltrudis I. von Gommeringen
- 1322–1329 Elisabeth II. Schenkin
- 1329–1330 Katharina, Gräfin von Werdenberg
- 1330–1337 Anna III. von Humerstried
- 1337–1342 Elisabeth III. Grosst
- 1342–1345 Adelheid II. Holbein
- 1345–1358 Hiltrudis von Königsegg
- 1358–1365 Christina II. von Stegen
- 1365–1368 Engeltrudis II. Martinen
- 1368–1370 Katharina II. Ledermann
- 1370–1375 Margarethe I. Salzl
- 1375–1383 Anna IV. Humpis
- 1383–1392 Christina II. Holbein
- 1392–1394 Fida Humpis
- 1394–1400 Margarethe II. Wiellin
- 1400–1403 Ursula I. von Brasberg
- 1403–1406 Adelheid III. Abtsreuter
- 1438–1444 Anna V. Schenkin
- 1444–1457 Wandelburgis
- 1457–1462 Waldburgis Aigler
- 1462–1471 Anna VI. von Räns
- 1471–1504 Margarethe III vom Feld
- 1504–1520 Verena vom Feld
- 1520–1529 Anna VII. Schlaibegg
- 1529–1535 Margarethe IV Brock
- 1535–1583 Anna VIII. Wittmeyer
- 1583–1598 Ursula II. Steinhauer
- 1598–1625 Elisabeth IV. Hartmann
- 1625–1630 Juliana Rembold
- 1630–1644 Katharina III. Rueff
- 1644–1653 Barbara I. Weglin
- 1653–1672 Maria-Scholastica Klocker
- 1672–1688 Barbara II. Sauther
- 1688–1722 Anna IX. Tanner
- 1722–1723 Anna X. Haug
- 1723–1751 Magdalena von Dürrheim
- 1751–1768 Cäcilia Seitz
- 1768–1802 Bernarda von Markdorf
- 1802–1803 Xaveria Lohmiller († 1836)